# Bracon dilatus
Bracon dilatus är en stekelart som beskrevs av Papp 1999. Bracon dilatus ingår i släktet Bracon och familjen bracksteklar. Inga underarter finns listade.